# William S. Sims

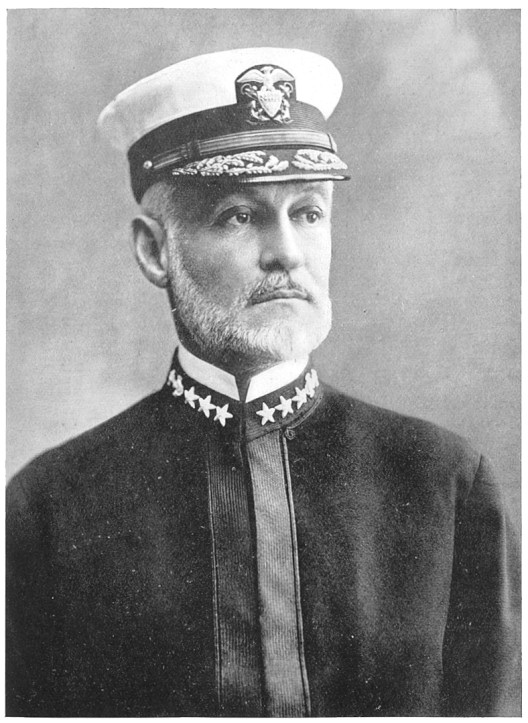
William S. Sims

William Sowden Sims (* 15. Oktober 1858 in Port Hope, Ontario; † 28. September 1936 in Boston, Massachusetts) war ein US-amerikanischer Admiral und Marinereformer der United States Navy. Während des Ersten Weltkriegs befehligte er die US-Marinestreitkräfte in Europa.

## Leben
Sims war Sohn einer in Kanada lebenden amerikanischen Familie. Sein Vater war als Ingenieur am Bau von Hafenanlagen am Ontariosee beteiligt. Die Familie zog 1872 zurück in die Vereinigten Staaten.
Sims studierte von 1876 bis 1880 an der United States Naval Academy. Danach diente er zunächst auf verschiedenen Schiffen, später als Marineattaché in Paris, Sankt Petersburg und Madrid. Von 1900 bis 1902 diente er in China auf dem Schlachtschiff USS Kentucky und dem Monitor USS Monterey. Beeindruckt von den Zielübungen und -systemen der europäischen Marinen, wandte er sich 1901 direkt an Präsident Theodore Roosevelt, da er bei der U.S. Navy einen großen Aufholbedarf in dieser Richtung sah. Er wurde 1902 in die Staaten zurückgerufen, um für die nächsten sechseinhalb Jahre als Inspekteur für Zielübungen tätig zu werden. In den letzten beiden Jahren seines Dienstes in dieser Stellung war er auch Berater des Präsidenten in Marinefragen.
Anschließend war Sims für zwei Jahre Kapitän des Prä-Dreadnought-Schlachtschiffs Minnesota, danach studierte und lehrte er bis 1913 am Naval War College. Seine nächste Stellung war die des Kommandeurs der Zerstörerflottille der Atlantic Fleet. Im März 1916 wurde er Kapitän des neu fertiggestellten Dreadnoughts Nevada, was er für ein Jahr bleiben sollte. Im Februar 1917 wurde Sims zum Präsidenten des Naval War College ernannt, das allerdings nur zwei Monate später beim Eintritt der Vereinigten Staaten in den Ersten Weltkrieg im April 1917 geschlossen wurde. Sims wurde nach London entsandt, um zunächst als Verbindungsoffizier bei der Royal Navy zu dienen, wenig später wurde er zum Vizeadmiral befördert und zum Befehlshaber der amerikanischen Seestreitkräfte in Europa ernannt. Am 3. Juni 1917 sagte Sims in London:

„Als 1910 die amerikanische Flotte England besuchte, hielt ich eine kurze, aber vielleicht undiplomatische Rede. Darin äußerte ich meine Meinung, die jetzt in die Tat umgesetzt wird. Ich sagte damals, wenn je die Zeit käme, wo der Bestand des englischen Reiches ernstlich bedroht wäre, dann könnte England auf jedes Schiff, jeden Dollar und jeden Blutstropfen jenseits des Atlantik zählen.“

Als solcher spielte er eine wichtige Rolle bei der Einführung des Konvoi-Systems für die transatlantische Schifffahrt als Mittel gegen die U-Boot-Gefahr. Dieses System bewährte sich schnell und halbierte die Verluste von Handelsschiffen. Sims arbeitete harmonisch mit seinen britischen Partnern zusammen und war auch an dem Beschluss zur Legung der Nordsee-Minensperre beteiligt.
Nach dem Ende des Krieges kehrte Sims in die USA zurück, um seinen Posten als Leiter des Naval War College wiederaufzunehmen. Er leitete diese Institution bis zu seiner Pensionierung 1922. Für sein Werk Victory at Sea erhielt er 1921 den Pulitzer-Preis. Zudem erhielt er mehrere Ehrendoktortitel. 1929 wurde er in die American Academy of Arts and Sciences gewählt. 1930 wurde er auf der retired list zum Viersterneadmiral befördert. Sims starb 1936 im Alter von 77 Jahren und wurde auf dem Nationalfriedhof Arlington beerdigt. Er hinterließ seine Frau, zwei Söhne und drei Töchter.

## Posthume Ehrungen
Die U.S. Navy benannte drei Zerstörer und ein Transportschiff nach Sims. Im Naval War College wurde 1947 in einem neuerworbenen Gebäude eine Sims Hall eingerichtet.